# 甘蔗崙 (嘉義縣)
甘蔗崙，是臺灣嘉義縣大林鎮的一個傳統地域名稱，位於該鎮西北部。相較於今日行政區，其範圍大致包括大糖里西南部、明和里不含國道1號交流道附近地區（下三股支線以南及明華里前述凸出部分東側邊界延伸線以西部分）、排路里東北部凸出部分。

## 歷史
台灣日治初期，甘蔗崙地區為一（舊制）街庄，稱為「甘蔗崙庄」，隸屬於打貓北堡。該庄西北一小段隔到孔山溪（今華興溪）與盧竹巷庄為界，北及東與大湖庄為鄰，南邊為潭底庄、大莆林街、下埤頭庄，西邊為排仔路庄。
1901年（日治明治三十四年）11月，全台設置二十廳，該庄隸屬於嘉義廳。1903年（明治三十六年）6月，該庄編入「大莆林區」，隸屬於嘉義廳。1909年（明治四十二年）10月，合併二十廳為十二廳，大莆林區仍隸屬於嘉義廳。1920年（大正九年），廢十二廳改設五州二廳，該庄改制為「甘蔗崙」大字，隸屬於臺南州嘉義郡大林庄（新制街庄）。1943年10月1日，大林庄升格為大林街。
戰後大林街改制為大林鎮，隸屬於臺南縣，大字亦改制為里。1950年雲、嘉、南分治，大林鎮改隸屬於嘉義縣。

## 聚落
本地區發展較早的聚落為甘蔗崙，在日治期初期的官方地圖上已有記載。

## 交通
國道1號又稱「中山高速公路」，是貫穿台灣西部的兩條縱向高速公路之一，經過本地區西北部，並在西部邊界外緣的縣道162號交會處設有大林交流道。由此可快速前往國道1號沿線各地。
省道台1線又稱「縱貫公路」，是台北至屏東縣楓港的傳統平面幹道，經過本地區南端（大林市區外環道）。由該道路北行可前往雲林縣大埤鄉/斗南鎮邊界、斗南鎮、虎尾鎮東北部、莿桐鄉、西螺鎮等地，南行可前往溪口鄉東端、民雄鄉、嘉義市、水上鄉等地。
縣道162號是溪口至梅山的道路，經過本地區西南部。由該道路西行可前往溪口鄉，並止於縣道157號轉角路口；東行可前往大林鎮大林市區、梅山鄉梅山市區西北郊，並止於省道台3線路口。
鄉道嘉98線是水汴頭至大埔美的道路。

## 學校
- 大林國中